# Фига.Ro
«Фига.Ro» — художественный фильм режиссёра Рано Кубаевой, премьера которого состоялась в июне 2009 года в рамках ММКФ.
Альтернативное название фильма — «Безумный день, или Операция "Фигаро"»

## Сюжет
Иван — директор московской компании «Фига.Rо», которая занимается организацией розыгрышей. Правда, дела в компании идут не очень — за последние три месяца ни одного заказа.
Однажды утром в офисе, окна которого выходят на правительственную трассу, под видом заказчиков появляются двое: она — привлекательна, он — цитирующий Монтеня. С этим появлением директор оказывается в заложниках, нежданные гости планируют опасную операцию, жизнь агентства идет наперекосяк.

## В ролях
- Андрей Молочный — Иван
- Иван Охлобыстин — Семён
- Светлана Ефремова — террористка
- Дарья Екамасова — Таня, секретарша
- Фарида Муминова
- Дмитрий Романиди
- Светлана Германова — девушка
- Егор Андреев — олигарх
- Андрей Ширман — охранник офиса
- Матвей Михайлов
- Никита Зуев
- Вячеслав Гусаров

## Съёмочная группа
- Автор сценария: Игорь Ахмедов
- Автор идеи: Михаил Зайцев
- Режиссёр-постановщик: Рано Кубаева
- Оператор-постановщик: Заур Болотаев
- Художник-постановщик: Роберт Давидян